# Krkonoše

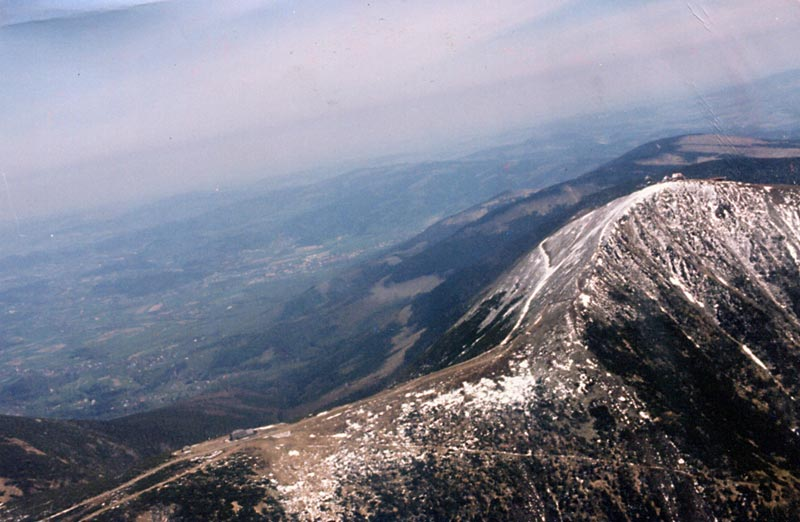
Vista aèria

Krkonoše(en txec, també Karkonosze, en polonès o Riesengebirge, que vol dir "muntanyes gegants", en alemany) és una serralada situada al nord de la República Txeca i el sud-oest de Polònia que és part del sistema de muntanyes dels Sudets. El punt més alt és el Sněžka.
Als dos vessants de les muntanyes hi ha parcs nacionals i són una reserva de la biosfera segons la UNESCO. Hi ha moltes estacions d'esquí.

## Geografia

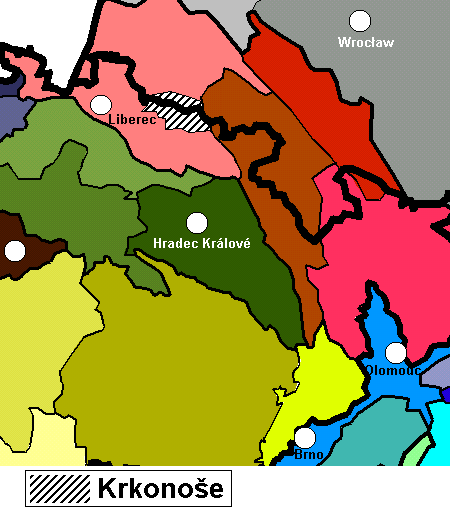
Krkonoše dins la divisió geomorfològica

L'orientació principal de la serralada és d'est a oest i fa de frontera entre Txèquia i Polònia. La serralada està dividida pels rius Elba, Mumlava, Bílé Labe, Velka Úpa, Malá Úpa i Jizera. Alguns rius formen cascades.

## Naturalesa

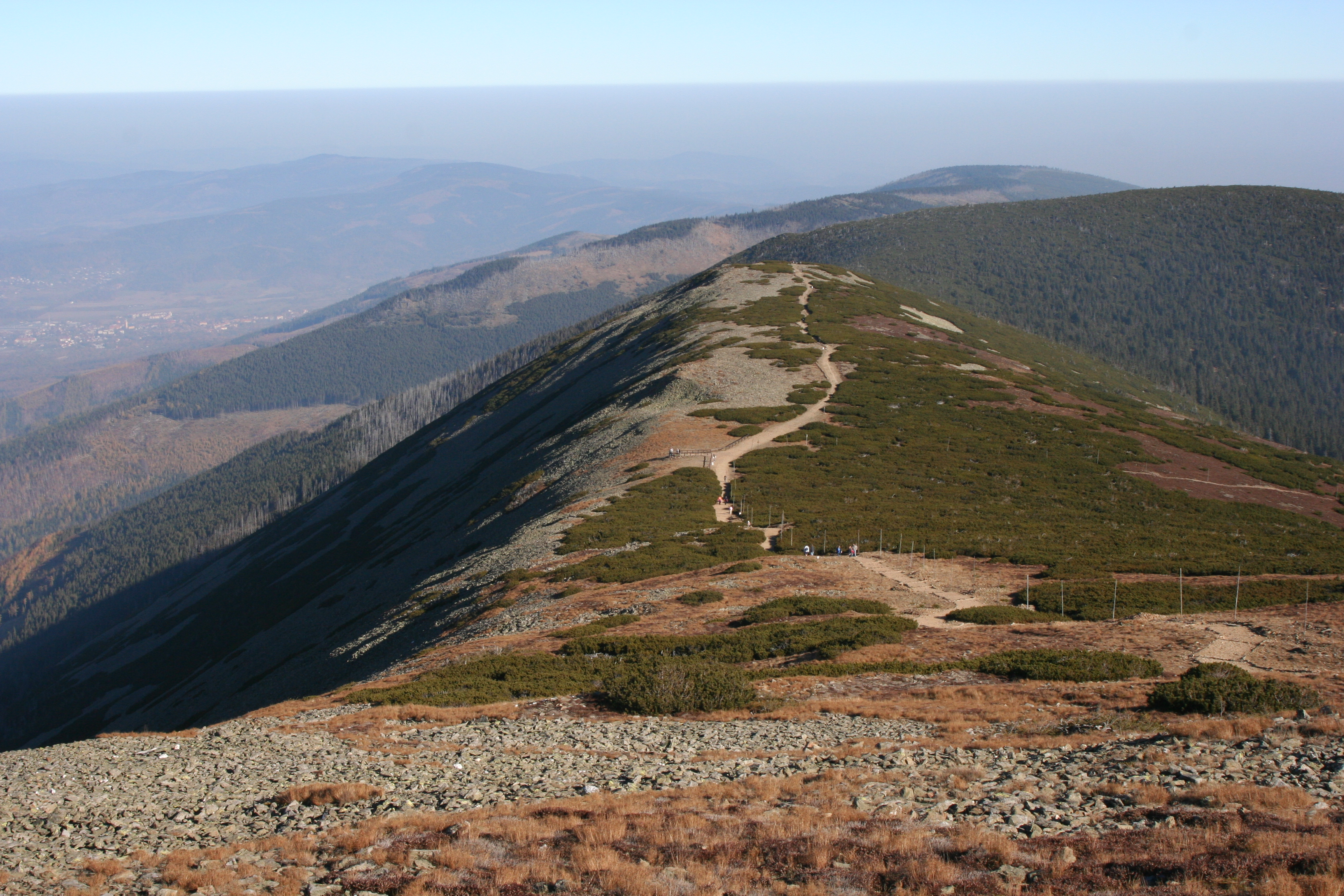
Vegetació alpina a 1.400 metres d'altitud

A la zona submontana hi dominen actualment plantacions artificials de Picea. A les zones més altes (montanes) hi ha boscos de coníferes molt afectades per la pluja àcida, ja que la zona es troba en el "triangle negre" amb moltes plantes energètiques que cremen carbó. La contaminació per diòxid de sofre ha disminuït en les darreres dècades però no ha parat completrament.
La zona subalpina té plantes endèmiques. La zona alpina es fa en les parts més altes hi ha vegetació de tundra alpina.

## Clima

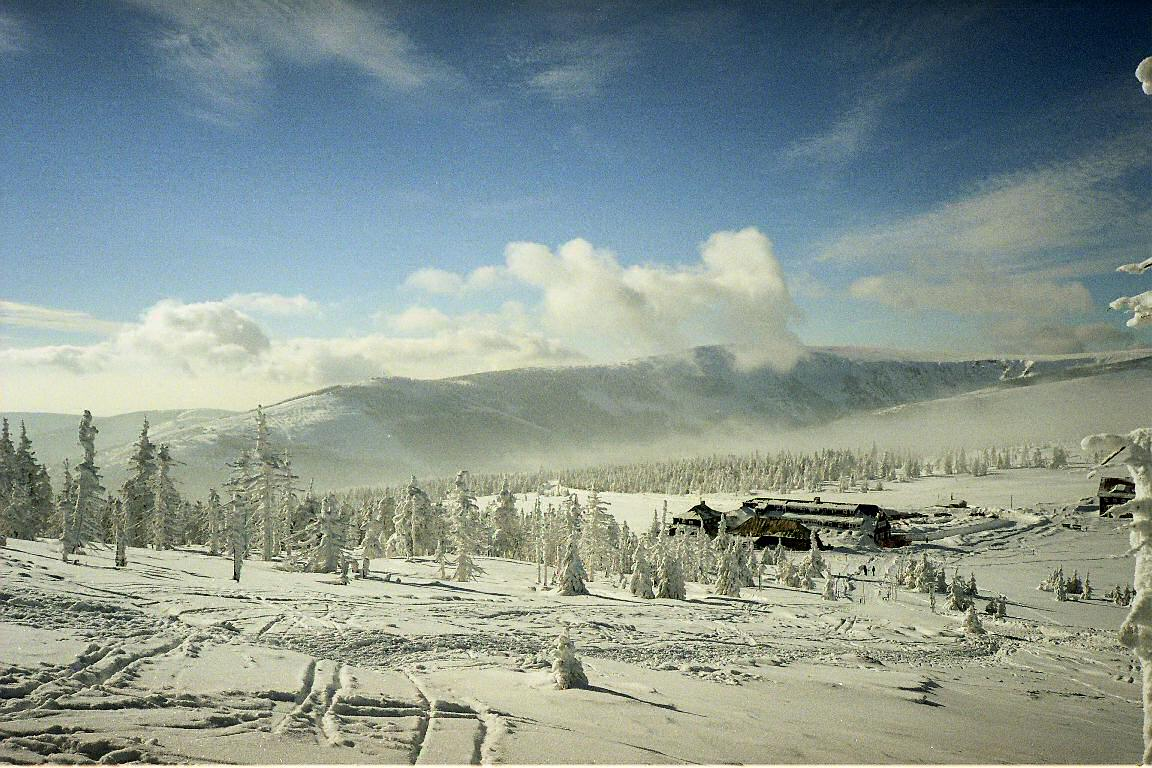
Vista cap la serralada Bohèmia

El clima de Krkonoše està subjecte a canvis freqüents. L'alçada de la neu sovint fa 3 metres i bona part de les muntanyes està coberta per la neu de 5 a 6 mesos. Als cims sovint s'hi posa, almenys parcialment, la boira o els núvols durant 296 dies l'any. La temperatura mitjana anual al cim més alt és de 0,2 °C. És un dels llocs més ventosos d'Europa. La pluja va de 700 mm al peu de les muntanyes fins a 1.230 mm al cim de Sněžka-Śnieżka.

## Poblacions importants
- Karpacz, estació d'esquí de Polònia
- Szklarska Poręba, estació d'esquí de Polònia
- Špindlerův Mlýn, estació d'esquí de Txèquia
- Harrachov a Txèquia
- Pec pod Sněžkou, estació d'esquí de Txèquia
- Kowary a Polònia
- Janské Lázně a Txèquia